# Soledad Ortega Spottorno
Soledad Ortega Spottorno (Madrid, 2 de marzo de 1914 - ibídem, 19 de noviembre de 2007) fue una intelectual española. Hija del filósofo José Ortega y Gasset y Rosa Spottorno Topete, fue impulsora de un gran número de proyectos culturales, entre los que se encuentra la creación de la Fundación José Ortega y Gasset.

## Biografía
Licenciada en Filosofía y Letras por la Universidad de Madrid en 1936, en la sección Historia Medieval, con el inicio de la guerra civil española se trasladó a vivir a París, haciendo viajes posteriores durante los dos siguientes años a Holanda e Inglaterra, donde fue profesora de Literatura Hispánica. Entre 1939 y 1940 vivió en Buenos Aires para regresar finalmente a Madrid. Allí fundó la Academia de Preparación para los Estudios Preuniversitarios Aula Nueva, siendo profesora de Geografía e Historia hasta 1942. Desempeñó la docencia hasta 1956. Desde entonces y hasta 1977 trabajó en la editorial de la Revista de Occidente que fundara su padre. Durante esos años, se dedicó también a ordenar el archivo de José Ortega y Gasset, y presidió de forma activa la Asociación Española de Mujeres Universitarias.
En 1978 concibió la Fundación José Ortega y Gasset, organizando una filial de ella en Argentina en 1988 y siendo su presidenta hasta 1993. Dirigió la Revista de Occidente desde su reaparición en 1980 y presidió el Instituto Universitario de Investigación Ortega y Gasset desde 1987, localizado en la misma Residencia de Señoritas que conoció durante sus estudios.

## Obras
Escribió varios libros a lo largo de su vida, entre los cuales se cuentan:
- Cartas a Galdós (Madrid, 1964)
- Imágenes de una vida (Madrid, 1983)
- Cartas de un joven español (1991).

- Datos: Q5577682